# Sagar (huyện)
Huyện Sagar là một huyện thuộc bang Madhya Pradesh, Ấn Độ. Thủ phủ huyện Sagar đóng ở Sagar. Huyện Sagar có diện tích 10252 ki lô mét vuông. Đến thời điểm năm 2001, huyện Sagar có dân số 2021783 người.